# Резолюція Ради Безпеки ООН 8
Резолюція Ради Безпеки ООН 8 — резолюція, прийнята 29 серпня 1946 року десятьма голосами за.
Рада Безпеки розглядав заявки на членство від Народної Республіки Албанії, Монгольської Народної Республіки, Афганістану, Хашимітського Королівства Трансіорданії, Ірландії, Португалії, Ісландії, Сіаму і Швеції. Рада рекомендувала Генеральній Асамблеї прийняти Афганістан, Ісландію та Швецію. Рекомендацію для вступу Сіаму було дано у резолюції 13 в грудні 1946 року.

## Див.також
- Резолюції Ради Безпеки ООН 1-100 (1946—1953)